# 2012年5月英國

## 5月30日
- 最高法院合議庭裁定瑞典當局對維基解密創辦人朱利安·阿桑奇發出的引渡令有效，但史無前例地准許阿桑奇一方在14日內決定是否就一些法律觀點提出重審案件。最高法院院長范理申勳爵在宣讀判辭中表示有五名法官認為引渡令有效，但也有兩名法官持相反觀點。阿桑奇在2010年被指在瑞典分別強姦和性騷擾一名女子，引渡聆訊至今已擾攘近兩年。BBC （页面存档备份，存于）
- 擁有104,000名會員的英國醫學會發起投票，以大比數通過在6月21日發起罷工，抗議聯合政府計劃改革公立醫院醫生的退休金制度。這將會是自1975年以來首次有醫生發起罷工，但醫學會強調當日將維持正常的急症室、產科和其他緊急服務。醫學會方面一直不滿政府計劃把醫生的退休年齡由目前的65歲提升到68歲，而且進一步調高他們的退休金供款比率，目前皇家護理學院也正在考慮是否參與罷工。BBC （页面存档备份，存于）

## 5月23日
- 下議院討論一份由聯合政府委託商界人士撰寫一份關於促進營商的報告書，引起執政保守黨和在野工黨的激辯。工黨黨魁文立彬對報告書建議僱主可以自由辭退員工加以批評，但英揆大衛·卡梅倫卻對報告書予以支持，強調政府只考慮讓小型企業自由辭退員工，又質疑文禮彬是「工會的囊中物」。BBC （页面存档备份，存于）
- 倫敦東部有小學合辦以英女皇伊利沙伯二世登基鑽禧紀念為主題的詩畫創作比賽，希望引起學生對女皇登基鑽禧紀念的關注。有學校負責人旦言，由於區內有不少新移民，因此學校要補辦課程加深學生對女皇和英國皇室的認識。BBC （页面存档备份，存于）

## 5月17日
- 西班牙蘇菲亞王后鑑於英國與西班牙兩國近日再就英屬直布羅陀的主權發生爭執，決定取消出席原訂本周五在溫莎堡一場慶祝英女皇伊利沙伯二世登基鑽禧紀念的午宴。至於西班牙國王胡安·卡洛斯一世因為身體不適，較早前已決定不出席午宴。BBC （页面存档备份，存于）
- 英揆大衛·卡梅倫在曼徹斯特一個公開場合向商界領袖發表演說，強調無論歐元區面臨任何變掛，「確保英國安穩」都會是他恪守的職責。他又表示歐元區現正處於「岔口」，有可能走進「未知的領域」。BBC （页面存档备份，存于）

## 5月16日
- 英女皇伊利沙伯二世與皇夫菲臘親王繼續御巡全國各地，作為慶祝女皇登基鑽禧紀念的其中一項活動，女皇伉儷抵達英格蘭北部蘭開夏，並在歷史悠久的利茲-利物浦運河乘坐駁船遊歷沿途風光。BBC （页面存档备份，存于）
- 英倫銀行行長金默文爵士發表季度通漲報告，宣佈把本年經濟增長由原來的百分之1.2降至百分之0.8。他強調歐元區的「風暴」目前仍然對英國經濟的復甦構成最大的威脅，並警告歐元區正面臨「分裂」而英國也不能「獨善其身」。金默文還指出，英國通漲率在未來一兩年將維持在政府預測的百分之2以上。BBC （页面存档备份，存于）
- 政府發表的最新數據顯示，英國2012年1月份至3月份的失業人口下降45,000人至263萬人，失業率降至百分之8.2；青少年失業人口也下降17,000人至102萬人，但失業超過一年的人口在同期上升27,000人至88.7萬人，是自1996年以來最高。此外，2012年4月份申領失業援助津貼的人數也減少13,700人至159萬人。BBC （页面存档备份，存于）

## 5月15日
- 新聞國際前行政總裁麗貝卡·布魯克斯、她的丈夫查理·布魯克斯與另外四人被警方正式落案起訴，控以在《世界新聞報》竊聽醜聞中妨礙司法公正。案情指出，警方在去年7月調查事件期間，布魯克斯等人秘密取走多批證物和文件，蓄意向警方隱瞞實情和阻撓調查。今次是警方調查竊聽醜聞18個月以來，首次正式對涉案人物提出起訴，目前仍有逾40名涉案人士正在保釋候查當中。在本年3月13日，布魯克斯夫婦被警方指控涉嫌妨礙司法公正被捕，扣查24小時後獲准保釋外出。BBC （页面存档备份，存于）
- 入境部長達米安·格林出席下院內政事務委員會時透露，政府在今年倫敦奧運過後將會增聘多70名出入境管制人員，以縮短希思羅機場入境旅客的過關輪候時間。至於在倫敦奧運期間，當局會臨時抽調多480名出入境管制人員到希思羅機場，應付屆時的出入境人潮。較早前有國會議員批評希思羅機場的入境輪候時間大長，來自非歐盟國家的入境旅客有時要輪候逾兩個小時才完成辦理入境手續。BBC （页面存档备份，存于）

## 5月12日
- 在野工黨黨魁文立彬接受BBC訪問，批評文化大臣侯俊偉當年審議新聞集團提出收購英國天空廣播的申請時，與新聞集團過從甚密，把集團主席魯珀特·梅鐸的利益置於公眾利益之前。他要求侯俊偉引咎辭職，又對侯俊偉仍未提出辭呈感到「難以置信」。文化大臣侯俊偉早前表示自己不會辭職，又強調在事件中「恪守誠信」。BBC （页面存档备份，存于）
- 蘇格蘭民族黨表示，該黨將來如果為蘇格蘭取得獨立，將會就是否保留君主立憲制展開公投，意味英女皇伊利沙伯二世不一定可以繼續擔任當地元首。每日電訊報 （页面存档备份，存于）

## 5月11日
- 消息傳出文化大臣侯俊偉去年曾就《世界新聞報》竊聽醜聞一事向該報母公司新聞國際尋求意見，根據一封最近公開，由該公司首席公關致時任行政總裁麗貝卡·布魯克斯的電郵披露，侯俊偉承諾在下院發表有利該公司的演說，以便該公司順利併購英國天空廣播，惟竊聽醜聞後來愈揭愈大，才使併購泡湯。侯俊偉發言人指責有關指控「失實」，但在野工黨批評事件涉及「官商勾結」。BBC （页面存档备份，存于）
- 英格蘭近日連場暴雨，舒緩了部份地區持續多時的旱情，環境局撤銷對西南英格蘭、密德蘭和約克郡部份地區轄下19個地區的旱災警告；雖然環境局錄得剛過去的4月是有紀錄以來降雨量最多的4月，但由於東南英格蘭一帶的地下水水位仍處於低水平，所以該處的旱災警告仍然生效。BBC （页面存档备份，存于）

## 5月10日
- 公務員和公營機構職工工會在全國發動24小時罷工，反對聯合政府計劃改革公職人員退休金制度，工會估計有40萬人參與今次罷工，但政府表示只有大約10.2萬人參與，倫敦大都會警務處方面也表示有32,000名警務人員參與由工會組織的遊行示威。政府發言人強調，現行的退休金制度並不公平，也隨著國民的平均壽命不斷延長而漸難維持。內閣廳部長麥浩德表示政府不會就退休金問題與工會重開談判，也警告工會並不難透過罷工取得任何成果。BBC （页面存档备份，存于）
- 蘇格蘭首席部長亞歷克斯·薩爾蒙德藉伊利沙伯二世登基鑽禧紀念，推出一個智能手提電話程式以誌慶女皇治下的蘇格蘭。薩爾蒙德向來主張蘇格蘭從英國獨立，但支持由女皇繼續擔任蘇格蘭元首。BBC （页面存档备份，存于）

## 5月9日
- 英女皇伊利沙伯二世伉儷在西敏宮主持新一年度國會開幕大典，並在上議院內宣讀聯合政府來年的施政計劃，較主要的政策包括引入彈性家長假期、分拆零售銀行和投資銀行、不再參與未來的歐元區救助行動、以及改革上議院等。英揆大衛·卡梅倫形容各項政策將有效地「重建英倫」。BBC （页面存档备份，存于）
- 在野工黨黨魁文立彬批評聯合政府的政策「無望」於協助舒緩數以百萬計失業人口的生活壓力，未能從剛過去的地方選舉汲取教訓。BBC （页面存档备份，存于）

## 5月8日
- 尋求重奪倫敦市長席位失敗的工黨籍前市長肯·利文斯通接受BBC專訪，他強調自己除了決定退出政壇外，也不會加入上議院，更不會接受「利文斯通勳爵」的貴族封號。BBC （页面存档备份，存于）
- 剛在地方選舉失利的保守黨籍首相大衛·卡梅倫和自民黨籍副首相尼克·克萊格在較早前召開內閣會議，商討最新形勢，兩人稍後將一同到訪雅息士郡一家工廠，以強調聯合政府將繼續致力於振興製造業和開創更多職位。不過，工黨批評聯合政府已失去民心，其經濟政策更把英國經濟推進衰退困局。BBC （页面存档备份，存于）

## 5月7日
- 英揆大衛·卡梅倫在《每日電訊報》撰文，回應到保守黨日前在地方選舉中失利，他承諾今後會加倍努力，爭取從敗選的地區重奪民眾支持，他又強調立場不會左傾或右傾，質疑「響亮的意識形態」不能對當前的經濟困境提供答案。BBC （页面存档备份，存于）
- 聯合內閣計劃在下一國會年度引入草案打擊英格蘭、蘇格蘭及威爾斯的藥駕行為，初步構思警方可在路邊設置路障，運用儀器測試懷疑藥駕人士的唾液，以檢測駕駛者有否服食毒品或過量服食其他受管制藥物，導致駕駛能力受影響。政府計劃觸犯者一經定罪，可被判罰5,000英鎊、停牌最少一年和入獄最多半年。BBC （页面存档备份，存于）

## 5月6日
- 財相歐思邦接受BBC訪問，回應到日前保守黨在地方選舉中失利，他表示現政府要把「百分百焦點」投放到經濟事務，並不應該因為其他事情而「分心」。BBC （页面存档备份，存于）
- 紐卡素足球會在其主場館聖占士公園球場外，為曾在1999年至2004年擔任該會領隊的已故卜比·笠臣爵士豎立銅像。其遺孀笠臣爵士夫人、他們的三名兒子、現任教練阿倫·柏祖和部份曾經與笠臣爵士合作的前紐卡素球員，均有出席銅像揭幕儀式。BBC （页面存档备份，存于）

## 5月5日
- 英國地方選舉的點票工作已大致完成，工黨在蘇格蘭格拉斯哥的地方議會赢得關鍵控制權，在威爾斯地區更取得自1996年以來最佳的成績，至於在英格蘭地區也比選前控制多22個地方議會。工黨黨魁文立彬形容今次地方選舉反映該黨「在全國各地都得到選民支持」。總括而言，工黨透過今次選舉取得多823個地方議席，但保守黨和自民黨卻分別喪失405個議席和336個議席。BBC （页面存档备份，存于）
- 在倫敦市長選舉方面，現任保守黨籍市長鮑里斯·約翰遜順利連任，擊敗尋求重奪市長席位的工黨候選人肯·利文斯通，英揆大衛·卡梅倫指結果令人「鼓舞」。約翰遜和利文斯通在第一輪點票的得票率為百分之44和百分之40.3，淘汰其他候選人後，兩人在第二輪點票的得票率為百分之51.5和百分之48.5。約翰遜當選後感謝選民的再度支持，而落敗的利文斯通決定今後退出政壇，花更多時間陪伴家人和孫兒。BBC （页面存档备份，存于）

## 5月4日
- 英國地方選舉已經結束，各地點票工作仍在進行當中，但初步結果顯示工黨在英格蘭和威爾斯大勝，除了在伯明翰和卡迪夫等地方議會取得關鍵勝利，目前更已奪得至少62個地方議會的控制權，比選前增加27個，議席數目也至少增加526席。保守黨方面至少有逾300名議員失去議席，並失去了12個地方議會的控制權。與保守黨合組執政聯合政府的自民黨同樣遭遇挫敗，失去至少133個議席，從屬該黨的地方議員總數少於3,000人，是1988年組黨以來首次。BBC （页面存档备份，存于）
- 有輿論形容今次選舉結果是「工黨懲罰聯合政府」，而在野工黨黨魁文立彬也表示今次選舉結果對聯合政府響起「警號」，揚言工黨正在「收復失地」。保守黨黨內輿論認為今次工黨只屬「小勝」，現屆政府中段支持度下滑屬正常現象，英揆大衛·卡梅倫則強調聯合政府有必要繼續「作出艱難的決定應對前工黨政府遺下的經濟困局」。BBC （页面存档备份，存于）
- 蘇格蘭的點票工作仍在進行當中，未有初步主要結果，但分折指出，受到蘇格蘭民族黨的威脅，傳統上在當地擁有優勢的工黨形勢顯得不容樂觀；倫敦市長選舉點票工作也在進行當中，不過民意調查結果顯示保守黨籍現任市長鮑里斯·約翰遜將能夠順利連任，擊敗尋求重奪市長席位的工黨候選人肯·利文斯通。BBC （页面存档备份，存于）

## 5月3日
- 英格蘭、蘇格蘭和威爾斯舉行地方選舉，各地票站在早上七時開始運作，陸續有國民到票站投票。在英格蘭方面，今次的地方選舉涉及128個地方議會共4,722個議席，當中包括36個大都會議會、74個郡區議會和18個單一區議會，各個議會改選議席的數目均有不同。此外，倫敦、利物浦和索爾福德均會選出市長，而倫敦議會也會改選全部議席。BBC （页面存档备份，存于）
- 伯明翰、布拉福德、布里斯托、高雲地利、利茲、曼徹斯特、泰恩河畔紐卡素、諾定咸、雪菲爾德、韋克菲爾德和唐卡斯特合共11個英格蘭城市，在地方選舉同日舉行全民投票，決定是否以直選形式選出市長。BBC （页面存档备份，存于）
- 蘇格蘭方面，是次地方選舉會選出全數32個地方管治組織的所有議席；威爾斯全數22個地方管治組織的其中21個也舉行投票，選出全部議席。BBC （页面存档备份，存于）
- 今次地方選舉預計最快到周五清晨開始會陸續宣佈各地議會的投票結果，但部份地方議會要到周五辦公時間才開始點票，這些地方議會估計要到周五傍晚才有點票結果。BBC （页面存档备份，存于）
- 政府旗下的嚴重及有組織犯罪調查局官方網頁在周三晚上10時30分受到駭客攻擊，網頁被迫關閉。局方強調有關攻擊未對部門保安構成風險。BBC （页面存档备份，存于）

## 5月2日
- 各大政黨繼續為明日舉行的地方選舉四出拉票，分析指今次地方改選主要為保守黨與工黨之爭，工黨希望重奪在2008年改選失去的大量議席，而保守黨則希望保持優勢。工黨籍前倫敦市長肯·利文斯通挑戰現任市長鮑里斯·約翰遜，企圖一雪2008年被擊敗之仇，也是今次地方選舉的焦點之一。BBC （页面存档备份，存于）
- 倫敦西敏死因庭完成對軍情六處解密員加雷斯·威廉斯（Gareth Williams）的死因聆訊，但死因裁判官表示無法判定威廉斯的真正死因。31歲的威廉斯在2010年8月26日被警方發現倒斃倫敦寓所，屍體全身赤裸，並且被密封在一個North Face運動袋內。事件迄今未有人被捕，而較早時發表的驗屍報告則估計他有可能被毒死或窒息致死。BBC （页面存档备份，存于）、BBC （页面存档备份，存于）

## 5月1日
- 英格蘭、蘇格蘭和威爾斯多個地方議會將於5月3日舉行改選，副首相兼自民黨黨魁尼克·克萊格出席電台節目時表示，該黨去年雖然在地方改選中遭遇滑鐵盧，但他有信心選民見到該黨過去一年所作的努力，也支持該黨有關向低收入人士減稅的政綱。在去年的選舉中，自民黨一共失去全國19個地方議會的控制權，多達779名地方議員落選。BBC （页面存档备份，存于）
- 下議院文化媒體及體育委員會就《世界新聞報》竊聽醜聞發表調查報告，當中猛烈批評新聞集團主席魯珀特·梅鐸對問題「置若罔聞」，「不適合領導這樣一家規模龐大的跨國公司」。BBC （页面存档备份，存于）、調查報告 （页面存档备份，存于）

| 依月份排列新聞動態 |
| \| - 2014年英國：1月 - 2月 - 3月 - 4月 - 5月 - 6月 - 7月 - 8月 - 9月 - 10月 - 11月 - 12月 - 2013年英國：1月 - 2月 - 3月 - 4月 - 5月 - 6月 - 7月 - 8月 - 9月 - 10月 - 11月 - 12月 - 2012年英國：1月 - 2月 - 3月 - 4月 - 5月 - 6月 - 7月 - 8月 - 9月 - 10月 - 11月 - 12月 - 2011年英國：1月 - 2月 - 3月 - 4月 - 5月 - 6月 - 7月 - 8月 - 9月 - 10月 - 11月 - 12月 - 2010年英國：1月 - 2月 - 3月 - 4月 - 5月 - 6月 - 7月 - 8月 - 9月 - 10月 - 11月 - 12月 - 2009年英國：1月 - 2月 - 3月 - 4月 - 5月 - 6月 - 7月 - 8月 - 9月 - 10月 - 11月 - 12月 - 2008年英國：1月 - 2月 - 3月 - 4月 - 5月 - 6月 - 7月 - 8月 - 9月 - 10月 - 11月 - 12月 檢閱 \| |
| - 2014年英國：1月 - 2月 - 3月 - 4月 - 5月 - 6月 - 7月 - 8月 - 9月 - 10月 - 11月 - 12月 - 2013年英國：1月 - 2月 - 3月 - 4月 - 5月 - 6月 - 7月 - 8月 - 9月 - 10月 - 11月 - 12月 - 2012年英國：1月 - 2月 - 3月 - 4月 - 5月 - 6月 - 7月 - 8月 - 9月 - 10月 - 11月 - 12月 - 2011年英國：1月 - 2月 - 3月 - 4月 - 5月 - 6月 - 7月 - 8月 - 9月 - 10月 - 11月 - 12月 - 2010年英國：1月 - 2月 - 3月 - 4月 - 5月 - 6月 - 7月 - 8月 - 9月 - 10月 - 11月 - 12月 - 2009年英國：1月 - 2月 - 3月 - 4月 - 5月 - 6月 - 7月 - 8月 - 9月 - 10月 - 11月 - 12月 - 2008年英國：1月 - 2月 - 3月 - 4月 - 5月 - 6月 - 7月 - 8月 - 9月 - 10月 - 11月 - 12月 檢閱       |